# قانون صدور چک
اولین قانون صدور چک که مشتمل بر ۱۹ ماده بود در تاريخ ششم ارديبهشت ماه ۱۳۴۴ به تصويب مجلس سنا و در جلسه چهارم خرداد ماه يك‌هزار و سي صد و چهل و چهار شمسي به تصويب مجلس شوراي ملی رسيد. این قانون که در ۲۲ مادّه انواع چک و چگونگی صدور آن‌ها را بیان می‌کند و مقرّراتی شایسته در مورد شرایط متخلفین از این مواد را در برندارد، در سال ۱۳۵۵ به تصویب مجلس شورای ملّی رسیده‌است سپس قانون «اصلاح موادی از قانون صدور چک مصوب تیر ماه ۱۳۵۵» در تاریخ ۱۱/۸/۱۳۷۲ به تصویب مجلس شورای اسلامی و در تاریخ ۱۹/۸/۱۳۷۲ به تأیید شورای نگهبان رسیده‌است؛ و بعد از ان قانون «اصلاح موادی از قانون صدور چک» مصوب ۲/۶/۱۳۸۲ در متن اصلاح، الحاق و تلفیق گردیده‌است. قانون اصلاح قانون چک در تاریخ ۱۳/۸/۱۳۹۷ به تصویب مجلس شورای اسلامی رسید.
حتی نام این قانون نیز نادرست است و باید نامش قانون چک می‌بود زیرا این قانون، تنها ناظر بر صدور نیست و ناظر بر موارد دیگر هم هست.
امروزه بسیاری از روابط اقتصادی و مالی از طریق چک انجام می‌شود و بخاطر مشکلاتی که نقدینگی در گردش برای افراد جامعه فراهم می‌آید سعی وافر دولت‌ها بر این قرار گرفته که از چک ابزاری بسازند که جایگزین پول و نقدینگی باشد و به آن چنان اعتبار و اهمیتی بدهند که افراد اجتماع به راحتی آن را در روابط مالی خود به‌کار گیرند. حقیقت امر آن است که نقش اقتصادی چک بسیار سرنوشت ساز و خطیر می‌باشد. زیرا این تأسیس حقوقی کارکردهای خاصی را بر عهده گرفته‌است.

## تعریف چک

### تعریف چک و ریشه لغوی، ادبی و قانونی آن
1. چک کلمه‌ای فارسی است به معنی نوشته‌ای که به وسیلهٔ آن از پولی که در بانک دارند مبلغی دریافت داشته یا به کس دیگری حواله دهند.[۱]
2. چک در کتاب‌های قدیم فارسی به معنی قباله، حجت، منشور، عهدنامه و برات هم به‌کار رفته و معرب آن صک جمع صکوک است.[۲]
3. در ادبیات فارسی قدیم از چک نام برده شده‌است. از جمله شاعر نامدار و بنام ایرانی، حکیم ابوالقاسم فردوسی در شاهنامه گفته: زهیتال تا پیش رود ترک به بهرام بخشید و بنوشت چک… به قیصر سپارم هم یک به یک از این پس نوشته فرستیم و چک. یا شاعر قصیده سرای ایرانی معزی چنین سروده‌است: آن بزرگان گر شوندی زنده در ایام او … چک دهندی پیش او بر بندگی و چاکری[۳]
4. همچنین برخی معتقدند که کلمه چک یک کلمه انگلیسی است که زبان فارسی از آن اقتباس کرده‌است ولی تحقیقاً کلمه چک در سال ۱۷۸۸ از زبان انگلیسی به فرهنگ فرانسه وارد شده‌است.

### تعریف چک در ماده ۳۱۰ قانون تجارت
«چک نوشته‌ای است که به موجب آن صادرکننده وجوهی را که نزد محال علیه دارد کلاً یا بعضاً مسترد یا به دیگری واگذار می‌نماید.

### تعریف چک از نظر دکترین حقوقی
1. چک عبارت است از برگ خاصی که یکی از بانک‌ها برای استرداد وجه یا اعتبار قابل استفاده یا واگذاری آن‌ها به دیگری در اختیار صاحب یا صاحبان حساب واگذارده است.[۴]
2. چک سندی است به منظور پرداخت مبلغ معین که در حساب صادرکننده موجود است و بر روی بانک کشیده می‌شود تا در وجه یا به حواله کرد (با حق انتقال به غیر دارنده یا حامل) پرداخت گردد.

### مقایسهٔ چک موضوعقانون تجارت ایرانو چک موضوع قانون صدور چک
قانون صدور چک که اکنون در سال ۱۳۹۳ مجرا است، در تعریف چک، لال و گنگ است و تنها در مادهٔ یکم قانون، چهار گونه چک را تعریفی گذرا کرده و گویا تنها این چهار گونه چک که در مادهٔ ۱ شمارده شده، موضوع قانون صدور چک است و دیگر چک‌ها نیز تابع قانون تجارت، فصل چک می‌باشد.
به‌طور کلی، هر چکی که روی اوراق از پیش چاپ شدهٔ تأیید شده از سوی بانک تنظیم شود و در آن، دستور حقوقی برای کارسازی شدن محل آن برای دارنده موجود باشد و بانک محال علیه نیز در ایران باشد، موضوع قانون صدور چک است.
بررسی این که آیا چک، مشمول قانون صدور چک است یا قانون تجارت این سودها را دارد:
- الف- انتفای مرور زمان مذکور در قانون تجارت برای حفظ حق رجوع به پشت‌نویسان و ضامن‌ها
- ب- کیفر داشتن صدور چک بلامحل در صورتی که مشمول قانون صدور چک باشد؛ با رعایت شرایط مذکور در آن قانون
- پ- لازم الاجرا بودن چک طی شرایط مخصوص به خود به طرفیت صادرکنندهٔ آن از طریق ادارهٔ ثبت اسناد و املاک

## ارکان چک
ارکان چک عبارتند از: صادرکننده، محال علیه یا بانک، دستور پرداخت وجه، دریافت‌کننده

## دارنده چک
منظور از دارنده چک در این ماده شخصی است که برای اولین بار چک را به بانک ارائه داده‌است برای تشخیص اینکه چه کسی اولین بار برای وصول‌وجه چک به بانک مراجعه کرده‌است بانک‌ها مکلفند به محض مراجعه دارنده چک هویت کامل و دقیق او را در پشت چک با ذکر تاریخ قید نمایند. جرائم ذکر شده در قانون چک تنها با شکایت دارنده چک با تعریفی که در بالا شد، قابل تعقیب است. (ماده ۱۱ ق ص چ)

## سابقه تاریخی قوانین مربوط به چک
مقررات بخش حقوقی چک در حقوق مدون ایران از ماده ۳۱۰ تا ماده ۳۱۷ قانون تجارت (مصوب ۱۳/۲/۱۳۱۱) آمده و در این قانون ارکان و ابعاد حقوقی مختلف آن به صورت جامع پیش‌بینی شده لکن با مداقه در سوابق امر ملاحظه می‌شود در جنبه جزایی آن قانون مجازات عمومی مصوب ۱۳۰۴ از توجه به این امر ساکت می‌باشد، ولی قانونگذار این نقیصه را در چارچوب مباحث کلاهبرداری که در ماده ۲۳۸ قانون مذکور است بر طرف نموده و به همین منظور ماده الحاقیه‌ای به نام ماده واحده ۲۳۸ مکرر قانون مجازات عمومی در ۸/۵/۱۳۱۲ تصویب و آن را به صورت مستقل جرم قلمداد نموده‌است. مضافاً در سال‌های ۱۳۳۱ و ۱۳۳۲ قوانین دیگری در مورد چک‌های بلامحل و تضمینی به تصویب رسید، نهایتاً قانون چک بلامحل مصوب ۴ خرداد ماه ۱۳۴۴ جانشین آن شد و بالاخره در حال حاضر قانون صدور چک مصوب ۱۶ خرداد ۱۳۵۵ با اصلاحات سال‌های ۷۲ و ۷۶ و ۸۲ که تغییراتی از نظر توسعه کیفری چک و قبول قاعده تأخیر تأدیه به تصویب قانونگذار رسیده مورد عمل محاکم می‌باشد.
از نظر قواعد بازرگانی بین‌المللی یک تفاهم نامه بین الدولی در ۱۱ مارس ۱۹۳۱ در ژنو به منظور سهولت در بازرگانی بین‌المللی در مورد قانون متحدالشکل چک و تعارض قوانین چک و حق تمبر مورد موافقت کشورهای متعاهد پذیرفته شده‌است. دولت‌هایی که کنوانسیون ژنو را امضاء و در قوانین خود اصلاحاتی در مورد قوانین چک انجام داده‌اند عبارت‌اند از (آلمان، اتریش، بلژیک، دانمارک، فنلاند، یونان، مجارستان، ایتالیا، ژاپن، موناکو، نروژ، هلند، لهستان، پرتقال، سویس) لکن دولت‌های دیگری که کنوانسیون ژنو ۱۹۳۱ را امضاء ننموده ولی با الهام از کنوانسیون ژنو قوانین داخلی خود را اصلاح یا تدوین کرده‌اند عبارتند از ایران، رومانی، چکسلواکی، ترکیه، آرژانتین و مکزیک لکن انگلیس و آمریکا تاکنون به کنواسیون ژنو ملحق نشده‌اند. آخرین قانون چک در انگلیس و به تبع آن در آمریکا در ۱۹۵۷ به تصویب رسیده‌است.
علاوه بر ماده ۳۱۰ به بعد قانون تجارت مصوب ۱۳/۲/۱۳۱۱ مقررات ذیل در خصوص چک در ایران به تصویب رسیده‌است:
1. نظامنامه مورخ ۱۷/۱۲/۱۳۱۲ تحت شماره ۴۱۸۰۸ مربوط به دستور طرز اجرای مواد ۲۶ تا ۲۹ قانون مالیاتهای مصوب ۲۹/۸/۱۳۱۲ که به تعریف چک نیز اشاره نموده‌است.
2. ماده ۲۳۸ مکرر قانون مجازات عمومی ۱۳۰۴ که طبق ماده واحده قانون مجازات صادر کنندگان چک بدون محل در مورخ ۸/۵/۱۳۱۲ الحاق گردید.[۶]
3. لایحه قانونی چکهای تضمین شده مصوب ۲۰/۷/۱۳۳۱
4. لایحه قانونی چک بی محل مصوب ۲۷/۸/۱۳۳۱
5. لایحه چکهای تضمین شده مصوب ۱/۳/۱۳۳۴
6. قانون چکهای تضمین شده مصوب ۲/۴/۱۳۳۷[۷]
7. لایحه قانونی راجع به چکهای بی محل مصوب ۱۶/۱۲/۱۳۳۷
8. قانون صدور چک مصوب ۶/۲/۱۳۴۴ که ناسخ قوانین قبلی است.
9. قانون صدور چک ۱۶/4/۱۳۵5 که قانون سال ۱۳۴۴ را نسخ کرده‌است.[۵]
10. قانون اصلاح موادی از قانون صدور چک مصوب ۱۱/۸/۷۲ مجلس شورای اسلامی[۸]
11. قانون الحاق یک تبصره به ماده ۲ ق. صدور چک مصوب ۱۰/۳/۷۶ مجمع تشخیص مصلحت نظام[۹]
12. قانون اصلاح قانون صدور چک مصوب ۲/۶/۱۳۸۲ مجلس شورای اسلامی[۱۰]
13. قانون اصلاح قانون صدور چک مصوب ۱۳۹۷/۸/۲۳ مجلس شورای اسلامی

## انواع چک
در قانون چک سال ۷۲ چهار نوع چک نام برده شده‌است: ۱ – چک عادی ۲ – چک تأیید شده ۳ – چک تضمین شده ۴ – چک مسافرتی.
1. چک عادی: چکی است که دارنده حساب‌جاری چک را بر عهده حساب خود صادر می‌کند، گیرنده وجه چک ممکن است که خود صادرکننده یا حامل چک بوده یا اینکه چک در وجه شخص معین یا به حواله کرد آن شخص صادر شده باشد. دارنده چک عادی، تضمین و پشتوانه‌ای جز اعتبار شخص صادرکننده ندارد.
2. چک تأیید شده: چکی است که از طرف صاحب حساب جاری در بانک به عهده بانک صادر می‌گردد و بانک تأیید می‌کند که در حساب جاری صادرکننده به میزان مندرج در چک محل (به صورت وجه نقد یا اعتبار قابل استفاده یا رکس) وجود دارد. بانک پس از تأیید مطلب مذکور، وجه را در حساب صادرکننده مسدود می‌کند و سپس آن را فقط به آورنده چک تأیید شده می‌پردازد این چک اعتبار بیشتری نسبت به عادی دارد. این نوع چک در فرانسه و آمریکا رواج دارد. در این کشورها چک به صورت کارت چک یا کارت تضمین چک وجود دارد.
3. چک تضمین شده: چکی است که بنا به تقاضای مشتری توسط بانک صادر می‌شود و پرداخت آن از طرف بانک تعهد و تضمین می‌شود. بانک‌ها بنا به تقاضای مشتریانی که حتی دارای حساب جاری هم نباشند مبادرت به صدور چک تضمینی می‌نمایند. این چک بنام چک رمزدار معروف است.
4. چک مسافرتی: چکی است که از طرف بانک صادر می‌شود و وجه آن را در هر یک از شعب بانک یا توسط نمایندگان و کارگزاران آن قابل پرداخت است. تمامی بانک‌ها امکان صدور چک تضمینی و مسافرتی را دارند.

با عنایت به عرف بانکداری علاوه بر چهار مورد اول که در مقررات اصلاحی قانون صدور چک در سال ۱۳۷۲ قید شده صدور چک به روش‌های زیر نیز منع قانونی نداشته و در حال حاضر نیز مورد استفاده قرار می‌گیرد. علی‌الاصول بانک‌ها وظیفه دارند به بهترین وجه ممکن و با بیشترین ضریب ایمنی وجوه چک‌ها را جابجا و کارسازی نمایند و برخی از این روش‌های فوق مورد عمل بانک‌های ایران نیز می‌باشند.
1. چک بسته: چک بسته همان چک عادی است که دارنده یا صادرکننده دو خط مورب روی آن می‌کشد که به معنی آن است که فقط توسط بانک طرف حساب به بانک دیگری که دارنده در آن حساب دارد پرداخت می‌گردد. این چک در کنواسیون ژنو در مواد ۳۷ و ۳۸ تعریف شده‌است که دو نوع عام و خاص دارد.
2. چک بسته عام: در صورتی است که هیچ‌گونه مطلبی میان دوخط وجود نداشته باشد.
3. چک بسته خاص: در صورتی است که نام بانکدار مشخص بین دو خط موصوف قید شده باشد. این قبیل چک از لحاظ جلوگیری از سرقت، جعل، سوء استفاده مفید است.
4. چک بانکی: چکی است که از طرف بانک بر روی خود بانک صادر شده و پرداخت آن توسط بانک مزبور تضمین شده باشد چنین چکی مانند اسکناس است و جعل آن نیز مستوجب قواعد جرم جعل اسناد رسمی تلقی می‌گردد و در اکثر قوانین جزایی و حقوق کیفری ایران این چک در حکم اسکناس آورده شده‌است.
5. چک پستی: در اغلب کشورها به توسط ادارات پست چکی صادر می‌شود و در اختیار مشتریان قرار داده می‌شود که شخصاً بتوانند در کلیه شعب پستخانه داخلی برای دریافت و پرداخت از آن استفاده نمایند چک مزبور ممکن است در وجه حامل یا به حواله کرد باشد.
6. چک صندوقی: این نوع چک که معمولاً بانک‌ها در پرداختهای نقدی خود از آن استفاده می‌کنند چکی است که بانک بر روی خود کشیده و به رسید صندوقدار یا یکی از مقامات بانک امضاء می‌شود و در همان بانک کارسازی می‌شود.
7. حواله‌های بانکی: معمولاً بانک‌ها مقادیری از پول خود را به صورت اعتبار نزد بانک دیگری نگاهداری می‌کنند، حال بانک در موارد نیاز چکی تنظیم و بر روی بانک دیگر که نزد او اعتبار دارد صادر می‌نماید.
8. چک وعده دار: چکی است که مثلاً در اول فروردین ۱۳۸۴ صادر لکن تاریخ پرداخت آن اول اردیبهشت ۸۴ می‌باشد چنین چکی در واقع یک حواله یکماهه است بدیهی است که دارنده می‌تواند از قبول آن خودداری نماید چون به مبلغ چک در روز صدور نیاز دارد.
9. چک نقل به حساب یا چک تهاتر یا چک رسیده: معمولاً صادرکننده چک، بر روی آن کلمه پرداخت در حساب را می‌نویسد تا چک فقط از طریق نقل به حساب پرداخت گردد. آنچه مسلم است رواج چنین چکی باعث صرفه جویی در استفاده از اسکناس می‌شود و در این امر در حساب صادرکننده پول بلوکه می‌شود، این نوع چک از نظر امنیت بسیار عالی است.
10. چک مشروط: چکی است که در آن هر قید و شرطی ذکر شده باشد و بانک‌ها مکلف‌اند بدون توجه به شرط آن را پرداخت نمایند.
11. چک تضمینی: عبارت است از چکی است که صادرکننده در متن آن قید نماید بابت تضمین معامله، پرداخت یا ضمانت شخص به‌خصوص صادر شده‌است.
12. چک سفید امضاء: چکی است که صادرکننده آن فقط امضاء مجاز خود را که نزد بانک شناخته شده‌است، در ذیل چک منقوش و از قید هر امر دیگری خودداری و دارنده اختیار دارد هر مبلغ یا تاریخی را و هر نوع دریافت‌کننده‌ای (به نام حامل) را در آن شخصاً مرقوم نماید، با توجه به مراتب فوق به مدت ۱۰ سال طبق تصمیم قانونگذار از سال ۷۲ تا ۸۲ برخی از چک‌ها از دید قانونگذار ممنوع و صادرکننده آن به دلیل عدم رعایت ممنوعیت قانونی به مجازات مربوط محکوم می‌گردیدند و اما در حال حاضر پاره‌ای از انواع چک از جهت سهولت در پرداخت یا امنیت اجتماعی و بانکی توسط دولت‌ها رواج بیشتری دارند.

## تفاوت چک با اسناد دیگر
اصولاً اسناد به اسناد رسمی و اسناد عادی تقسیم می‌شوند.
- سند رسمی: طبق ماده ۱۲۸۷ قانون مدنی اسنادی که ۱ – در اداره ثبت اسناد و املاک ۲ – دفاتر اسناد رسمی ۳ – نزد مأمورین در حدود وظایف و صلاحیت آن‌ها و طبق مقررات قانونی تنظیم شده باشد سند رسمی محسوب است و طبق ماده ۱۲۸۹ قانون مدنی اسنادی که فاقد خصوصیات مربوط به اسناد رسمی‌باشند اسناد عادی محسوب می‌گردند.
- سند عادی خود به دو بخش تقسیم می‌شود :الف: سند عادی تجاری و ب: سند عادی غیر تجاری (سندطلب، اقرار به بدهی)
  - سند عادی تجاری، شامل:
    - برات،
    - سفته (فته طلب) و
    - چک که مواد ۲۲۳ الی ۳۱۹ (ق ت و) اسناد تجاری عادی خاص هستند

  - سند عادی غیر تجاری، شامل
    - سند قبض انبار،
    - ورقه سهام،
    - بارنامه و
    - اوراق قرضه که اسناد عادی تجاری عام هستند.
- برای اسناد عادی تجاری امتیازات و ضمانت‌های اجرایی توسط قانونگذار پیش‌بینی شده‌است. از جمله این حمایت‌ها:
- رسیدگی فوق‌العاده و سریع نسبت به سایر اسناد است.
- دادگاه‌های ویژه به این امر رسیدگی می‌نمایند.
- امکان صدور اجرائیه که در حکم سند لازم‌الاجرا است وجود دارد.
- امکان صدور قرار تأمین خواسته بدون تودیع خسارت احتمالی وجود دارد.

این اسناد باید دارای شرایط مخصوصی از نظر شکل، ماهیت و نحوه تنظیم و نحوه شکایت باشند تا تحت حمایت قانونی قرار گیرند.

## شرایط اساسی برای عمل صدور چک (استنباط از قانون مدنی)
1. قصد طرفین و رضایت آنها
2. اهلیت طرفین
3. موضوع معین که مورد معامله باشد
4. مشروعیت جهت معامله

## تکالیف طرفین چک

### تکالیف صادرکننده
طبق ماده ۲ قانون صدور چک تکالیف صادرکننده عبارتند از 
- مراجعه به بانک محال علیه: اولین کسی که به بانک مراجعه و چک را ارائه می‌دهد دارنده نام دارد.
- واریز به حساب و صدور نمایندگی به بانک جهت وصول
- پشت‌نویسی چک با مشخصات کامل یا شماره حساب
- امضاء ذیل پشت‌نویسی
- دریافت وجه یا گواهی عدم پرداخت، طرح شکایت در مواعد قانونی و تعقیب یا اعلام رضایت یا گذشت جزایی

### تکالیف محال علیه یا بانک
طبق ماده ۲ قانون صدور چک تکالیف محال علیه یا بانک عبارتند از:
- تهیه دسته چک و تفهیم مفاد شرایط عمومی افتتاح حساب
- اخذ ضامن افتتاح حساب برای اطمینان از ذی‌صلاح بودن متقاضی چک
- اخذ وجه از صاحب حساب و نگهداری آن در حساب
- دقت در مطابقت امضاء تاریخ، مبلغ و شرایط شکلی چک و عدم جعلی بودن آن‌ها و اخذ مشخصات دارنده چک در ظهر چک
- کارسازی چک به محض ارائه، در تاریخ مندرج در چک وفق قانون اسلامی سال ۸۲ صدور چک
- صدور گواهی عدم پرداخت وجه طبق ق.ص. چ
- عدم افتتاح حساب برای کسانی که سابقه صدور چک بلامحل دارند و استعلام از بانک مرکزی == قواعد مسئولیت اشخاص حقیقی و حقوقی == قاعده تضامن
- قاعده تساوی
- قاعده شخصی

## شرایط تحقق کیفری چک
طبق مواد ۳، ۷ ،۱۰ و ۱۳ ق صدور چک سال ۸۲ با شرایط ذیل چک کیفری است.
- اگر صادرکننده در حساب بانکی خود معادل وجه چک موجودی نقدی یا اعتبار بانکی قابل استفاده نداشته باشد.
- اگر صادرکننده بعد از صدور چک وجهی را که به اعتبار آن چک صادر کرده از بانک خارج کند، مثلاً دو چک صادر ولی برای یک چک وجه داشته باشد.
- اگر صادرکننده بعد از صدور چک به بانک محال علیه دستور عدم پرداخت بدهد.
- اگر چک را به نحوی تنظیم کند که بانک از پرداخت آن خودداری کند مانند خط خوردگی در متن بدون تصحیح، اختلاف در نمونه امضاء بانکی یا امضاء چک اختلاف در رقوم چک از نظر حروف و رقم یا هر امر دیگری در چک که این اقدامات مسئولیت کیفری صادرکننده را در پی دارد.
- هرکس با علم به بسته بودن حساب جاری مبادرت به صدور چک نماید. هرچند این عمل فی نفسه در چارچوب مقررات کلاهبرداری قابل طرح است ولی قانون ارفاقاً طبق ماده ۱۰ جرم بلامحل بودن به آن را اعطاء نموده‌است.
- صدور چک به عنوان تضمین، وعده دار، مشروط، تأمین اعتبار، سفید امضاء که کلاً طبق ماه ۱۳ ق چک قابل تعقیب کیفری شده بود و ازسال ۷۲ قانون این قبیل چکها را از حالت غیر کیفری به کیفری تبدیل شدند است. لکن دوباره در سال ۸۲ به حالت سابق اعاده گردید.

## شرایط منع تعقیب کیفری چک
در موارد زیر صادرکننده چک قابل تعقیب کیفری نیست:
1. در صورت اعلام گذشت شاکی یا مدعی خصوصی پرونده مختومه می‌شود.
2. در صورت پرداخت وجه چک به شاکی خصوصی پرونده مختومه می‌شود.
3. در صورت فوت، جنون، حجر، ورشکستگی صادرکننده طبق ماده ۶ ق آ.د. ک جدید پرونده مختومه می‌شود.
4. در صورت صدور فرمان عفو بخش کیفری حکم اجرا نمی‌شود.
5. در صورت انقضای مهلت شش ماه از تاریخ صدور و عدم اخذ گواهینامه عدم پرداخت طبق ماده ۱۱ قانون صدور چک مختومه می‌شود.[۵]
6. در صورت انقضای مهلت شش ماه از اخذ گواهینامه عدم پرداخت و عدم طرح شکایت طبق ماه ۱۱ قانون صدور چک مختومه می‌شود.[۵]
7. در صورت صدور رأی برائت در دعوی خیانت در امانت در اخذ چک طبق ماده ۵ قانون صدور چک مختومه می‌شود.[۵]
8. در صورت اثبات اخذ چک به روش سرقت، کلاهبرداری، خیانت در امانت طبق ماده ۱۴ قانون صدور چک مختومه می‌شود.[۵]
9. با نسخ قانون مجازات پرونده صرفاً از جهت کیفری مختومه می‌شود.
10. هنگام مرور زمان در مجازات‌های قانونی پرونده صرفاً از جهت کیفری مختومه می‌شود.
11. در صورتی که ثابت شود چک سفید امضاء داده شده باشد.[۱۰]
12. هرگاه در متن چک، وصول وجه آن منوط به تحقق شرطی شده باشد.[۱۰]
13. چنانچه در متن چک قید شده باشد که چک بابت تضمین انجام معامله یا تعهدی‌است.[۱۰]
14. هرگاه بدون قید در متن چک ثابت شود که وصول وجه آن منوط به تحقق شرطی‌بوده یا چک بابت تضمین انجام معامله یا تعهدی است.[۱۰]
15. در صورتی که ثابت گردد چک بدون تاریخ صادر شده یا تاریخ واقعی صدور چک مقدم بر تاریخ مندرج در متن چک باشد.[۱۰]

## شرایط ختم پرونده به روش حقوقی
1. عدم اقدام به مطالبه چک در ظرف مدت ۱۵ روز طبق ماده ۳۱۵ ق. ت چک در مکانی که صادر شده‌است باید تأدیه شود و اگر ظرف ۱۵ روز از تاریخ صدور مطالبه نکند حق مطالبه ندارد و اگر از یک نقطه به نقطه دیگر صادر شده باشد ظرف مدت ۴۵ روز از تاریخ صدور باید مطالبه شود و طبق ماده ۳۱۷ اگر در خارج از کشور صادر و در داخل باید پرداخت شود ظرف مدت چهار ماه مطالبه نماید و اگر در این موارد مطالبه نکند علیه ظهرنویس قابل طرح نیست.
2. اگر وجه چک به سببی که مربوط به محال علیه (بانک است) از بین رود دعوی دارنده علیه صادرکننده در محکمه مسموع نیست. طبق همان مواعد ۱۵ روز – ۴۵ روز و ۴ ماه است.
3. سایر موارد سقوط تعهدات:

- تهاتر - مالکیت مافی الذمه - ابراء – تبدیل تعهد – اقاله
- اخذ معوض – مالکیت بدهی – دائن از دین خود صرف نظر کند – فسخ طرفینی
- موارد ماده ۱۲

## طرز وصول چک از طریق حقوقی
- دارنده چک باید با مراجعه به بانک محال علیه در سررسید چک یا چک مشروط، یا چک تضمینی یا وعده دار مبادرت به اخذ گواهینامه عدم پرداخت نماید.
- دارنده بایستی با تهیه رونوشت تصویر چک در دو نسخه و در صورتی‌که ظهرنویس وجود داشته باشد به تعداد ظهرنویسها به‌علاوه یک نسخه اضافی برای دادگاه، همچنین رونوشت گواهینامه عدم پرداخت، نسبت به تحریر و امضاء فرم دادخواست مبادرت نماید.
- پس از تحریر دادخواست آن را به صورت پرونده به دایره تمبر ارائه و به نسبت مبلغ مندرج در چک ۵/۱٪ وجه چک را تا مبلغ ده میلیون ریال و مازاد ۲٪ وجه چک تمبر الصاق نماید.
- با تحویل آن به مقام ارجاع شعبه رسیدگی‌کننده مشخص و پس از تحویل به شعبه و ثبت آن تاریخ رسیدگی توسط شعبه معلوم و برای طرفین روز معینی تعیین و به وسیلهٔ دفتر دادگاه احضار می‌شوند.
- می‌توان برای چک مطالبه تأمین خواسته نمود که بلافاصله حکم توقیف اموال صادر و برای اجرا به دایره اجرای احکام ارسال می‌شود و اموال صادرکننده در صورت وجود توقیف و نزد یکنفر امین به امانت گذارده می‌شوند.
- دادگاه پس از بررسی امر و در صورت عدم مغایرت امضاء یا عدم ادعای جعل و اثبات امضاء صادرکننده توسط کارشناس حکم لازم را صادر و در صورت عدم تجدید نظر خواهی یا تأیید حکم بدوی حکم اجرا می‌شود.
- علی‌الاصول زمان رسیدگی به دعاوی حقوقی طولانی است.
- در صورت قطعیت رأی و عدم اجرا اموال وفق ماده ۲ قانون نحوه محکومیتهای مالی سال ۷۷ محکوم علیه زندانی می‌شود و در صورت اثبات اعسار یا تقسیط آن از زندان آزاد می‌شود و حداکثر تا مدت پنج سال محکوم علیه قابل بازداشت است.
- با تشکیل شوراهای حل اختلاف هر چند سقف قانونی رسیدگی به دعاوی مالی این شوراها تا مبلغ یک میلیون تومان است ولی محاکم برای صلح و سازش تمامی چک‌ها را ابتدائاً به شوراهای مذکور ارجاع تا موجبات سازش طرفین را فراهم سازند.
- در صورت عدم حصول سازش توسط شوراها پرونده برای رسیدگی ماهوی به دادگستری اعاده می‌گردد.

## شرایط وصول چک از طریق اداره ثبت اسناد و املاک
- دارنده چک باید آن را در سررسید معین به بانک ارائه نماید.
- در صورت عدم کارسازی بنا به درخواست صادرکننده گواهینامه عدم پرداخت دریافت نماید.
- پس از مراجعه به اداره ثبت فرم مخصوص صدور برگ اجرایی را تکمیل و به ثبت ارائه نماید.
- پس از وصول فرم و ارجاع مدیر ثبت به واحد مراتب بدهی به بدهکار ابلاغ می‌گردد و مهلتی معادل ۱۰ روز به وی داده می‌شود این اخطار به وسیله مأمور اجرای ثبت انجام می‌گردد.
- پس از انقضای مهلت و در صورت عدم پرداخت وجه چک دارنده باید با مراجعه و اجرای ثبت نسبت به معرفی اموال منقول – غیرمنقول – حساب‌های دیگر بانکی (پس‌انداز – جاری – سپرده) یا اموال نزد اشخاص ثالث اقدام نماید.
- در صورت وجود اموال عادی باید در تصرف بدهکار باشد که قابل توقیف باشد و در صورت وجود اموال غیرمنقول ثبتی از طریق نامه اجرا به دفتر املاک مال غیرمنقول بازداشت می‌گردد.
- در صورت وجود مال نزد اشخاص ثالث به وی تذکر داده می‌شود که مال را به مالک مسترد نداشته به مأمور اجرا تسلیم نماید.
- در صورت وجود وجه نقد نزد بانک‌ها بایستی به وسیلهٔ بانک مراتب توقیف حساب به اجرا ابلاغ گردد.
- در صورت وجود اموال نزد ثالث به وسیلهٔ مأمور اجرا با حضور نماینده دادستان مال توقیف می‌شود.
- عملیات اجرایی با توقیف مال به وسیلهٔ حراج یا مزایده اموال توقیفی ادامه یافته و در صورت عدم توافق طرفین مال توفیقی ارزیابی و به بالاترین قیمت به وسیلهٔ حراج حضوری یا مزایده کتبی به فروش می‌رسد.
- از بدهکار علاوه بر پرداخت وجه چک مبلغی به عنوان نیم عشر (۵٪) اجرایی وصول می‌شود.
- در صورت توافق طرفین در اثنای عملیات اجرایی حق‌الاجرای ۵٪ فی‌مابین طرفین با مناصفه تنصیف می‌شود.
- در حین عملیات اجرایی امکان شکایت از نحوه اجرای مأمورین ثبتی به وسیلهٔ اعتراض به مدیر ثبت و هیئت نظارت ثبت استان وجود دارد.
- امکان توقیف عملیات اجرایی و ابطال آن موضوع قانون مقررات اصلاحی قانون ثبت سال ۱۳۲۲ وجود دارد.